# São Pedro (Kap Verde)
São Pedro ist ein Dorf im Südwesten der Insel Sao Vicente im atlantischen Inselstaat Kap Verde. Es liegt an der Südküste, ca. 10 km südwestlich des Hauptorts der Insel, Mindelo. 2010 wurden 991 Einwohner gezählt.

## Geographie
Der Ort liegt in der Schwemmebene des Ribeira Chão de São Pedro, welcher von Norden kommt und in die Baía de São Pedro mündet. Der Cesária Évora Airport, der internationale Flughafen liegt direkt nördlich von São Pedro. Die Baía de São Pedro öffnet sich nach Südwesten und der Leuchtturm Farol de Dona Amélia steht an der Ponta Machado, 3 km westlich des Dorfes, wo sich auch der Monte Ribeirinha erhebt. Nach Südosten verläuft die Küstenlinie zur Ponta do Guincho.

## Geschichte
Der Ort wurde bereits in der 1747 Karte von Jacques-Nicolas Bellin als kleiner Hafen „P. St. Pedro“ erwähnt.

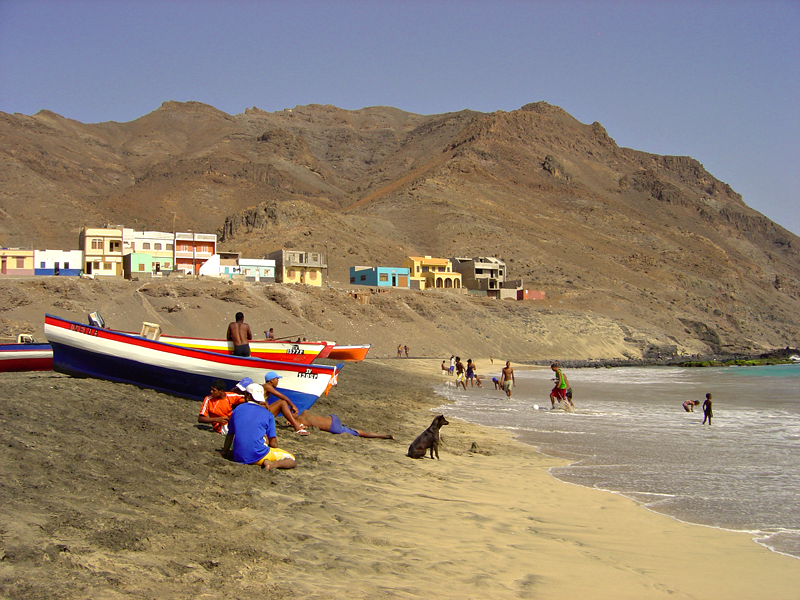
Das Dorf São Pedro mit der Bucht.